# نه (فیلم ۱۳۹۹)
نُه فیلمی به کارگردانی شاهین رشیدی در سبک ترسناک است. این فیلم در ۹ مهر ۱۳۹۹ اکران شد. تهیه‌کنندگان این فیلم شاهین باباپور و شاهین رشیدی هستند. بستر داستان این فیلم که منتخب بیست جشنواره بین‌المللی شده است، جنگ جهانی دوم است و با حالتی معماگونه به حضور نازی‌ها در ایران می‌پردازد.

## داستان
عکاسی هرسال هشت جوان را انتخاب کرده و به منطقه‌ای دورافتاده می‌برد تا آیین سالانه‌اش را انجام دهد. شخصیت‌های قصه اما از سرنوشت هولناکی که انتظار آن‌ها را می‌کشد، خبر ندارند.

## بازیگران
شاهین رشیدی، سارینا ترقی، حامد ناوشکی، مایا غضنفری، نصیر محمد رضایی، شقایق فتحی، ادیب وکیلی، سارینا رزاق، امیرمحمد رجبی، مهدی دراج، مهدی باقری فارسانی، ریحانه جمشیدی، هلیا و هستی باقری فارسانی در این فیلم بازی کرده‌اند.

## ساخت
ساخت این فیلم در سال ۱۳۹۶ در شمال ایران در جنگلی دست نخورده انجام شده‌است. در این فیلم از بازیگران تئاتری استفاده شده‌است و سعی شده فضایی مشابه تئاتر در آن ایجاد شود. این فیلم به سمت یک خانواده دانشمند آلمانی مورد اعتماد هیتلر می‌پردازد که آزمایشگاهی برای کمک به نازی‌ها به شکلی زیرزمینی در بافت روستایی دور افتاده تأسیس کرده‌اند. سعی شده فضای تئاتر در میزانسن، دکوپاژ و فیلمبرداری حفظ شود. از طرفی اطلاعاتی به شکل تاریخی در آن گنجانده شده‌است.